# Szabadszállási ürgés gyep
Szabadszállási ürgés gyep este o arie protejată (arie specială de conservare — SAC, sit de importanță comunitară — SCI) din Ungaria întinsă pe o suprafață de 74,01 ha, integral pe uscat.

## Localizare
Centrul sitului Szabadszállási ürgés gyep este situat la coordonatele 46°52′56″N 19°14′31″E / 46.882222°N 19.241944°E.

## Înființare
Situl Szabadszállási ürgés gyep a fost declarat sit de importanță comunitară în mai 2004 pentru a proteja 1 specie de animale. Situl a fost protejat și ca arie specială de conservare în februarie 2010.

## Biodiversitate
Situată în ecoregiunea panonică, aria protejată conține 3 habitate naturale: Stepe panonice nisipoase, Pajiști aluvionare inundabile, de Cnidion dubii, Stepe și mlaștini sărate panonice.
La baza desemnării sitului se află o specie protejată de  mamifere: popândău (Spermophilus citellus).
Pe lângă speciile protejate, pe teritoriul sitului au mai fost identificate 3 specii de păsări.